# Komora spalania (rakieta)
Komora spalania (rakieta) – część silnika rakietowego w której spalany jest materiał pędny.
Jest głównym elementem decydującym o sprawności i niezawodności silnika. Komora spalania zawiera głowicę i dyszę. Głowica w silniku na paliwo stałe stanowi dno komory. Kształt i budowa komory zależy od rodzaju silnika. Komory bywają kuliste, cylindryczne lub gruszkowe w silnikach na paliwo ciekłe, a w silnikach na paliwo stałe są cylindryczne spełniając rolę pojemnika na ładunek napędowy. W silnikach o długim czasie pracy powierzchnie wewnętrzne komory są izolowane termicznie lub chłodzone ze względu na duże obciążenie cieplne.